# Georg-Agricola-Gesellschaft
Die Georg-Agricola-Gesellschaft (GAG) ist eine nach dem deutschen Arzt, Apotheker und Wissenschaftler Georgius Agricola benannte Vereinigung, die 1926 zu dem Zweck gegründet wurde, eine erste moderne deutsche Ausgabe von dessen Hauptwerk De re metallica libri XII zu veröffentlichen, dann in den Jahren 1960 und 2014 jeweils wesentliche Modifikationen in der Zielsetzung und dem Namen der Gesellschaft erlebte.

## Georg-Agricola-Gesellschaft beim Deutschen Museum
Der amerikanische Bergbauingenieur Herbert Clark Hoover hatte zusammen mit seiner Frau Lou Henry Hoover 1912 eine englischsprachige Ausgabe veröffentlicht und darin seiner Verwunderung Ausdruck gegeben, dass „dieses Werk aber in keiner neuen deutschen Fassung einem breiteren Leserkreis zugänglich war“. Diese Feststellung wurde von Conrad Matschoß, Direktor des Vereins Deutscher Ingenieure (VDI) aufgegriffen. Im Februar 1926 stellte er die Hooversche Übersetzung dem Vorstandsrat des Deutschen Museums vor, eine weitere Sitzung am 15. November unter Vorsitz von Paul Reusch und unter Beteiligung von Oskar von Miller und von Conrad Matschoß kann als Gründungsdatum Georg-Agricola-Gesellschaft gelten. Für die deutsche Übersetzung konnte die Unterstützung von Fachleuten wie Carl Schiffner und Ernst Darmstaedter gewonnen werden. Das Werk wurde im Auftrag des VDI-Verlags von der Reichdruckerei von Hand gesetzt und auf Bütten gedruckt, die auch für den Entwurf und die Ausführung des Einbandes verantwortlich zeichnete. Die ursprünglich auf 1500 Exemplare festgelegte Auflage wurde auf Grund der hohen Zahl von Vorbestellungen auf 2500 erhöht.

„Diese Ausstrahlung des Projektes und das erfolgreiche finanzielle Echo entwickelten gleichsam eine Eigendynamik: Die bei der Gründung der Gesellschaft gestellte Aufgabe war erfolgreich abgeschlossen, aber es entstand nahezu von selbst die Idee, diese aktive Gesellschaft nicht wieder aufzulösen, sondern ihr neue, weiterreichende Aufgaben zuzuweisen.“

Tatsächlich trat die Georg-Agricola-Gesellschaft bereits 1932 mit einer weiteren richtungsweisenden Publikation in Erscheinung. Conrad Matschoss und Werner Lindner veröffentlichten in ihrem Auftrag das Sammelwerk Technische Kulturdenkmale, das die Breite der Zusammenarbeit dokumentierte. Lindner war Geschäftsführendes Vorstandsmitglied des Deutschen Bundes Heimatschutz, Berlin, Hans von Loewenstein zu Loewenstein Geschäftsführendes Vorstandsmitglied des Vereines für die bergbaulichen Interessen, Essen, und Otto Petersen Geschäftsführendes Vorstandsmitglied des Vereines deutscher Eisenhüttenleute, Düsseldorf.

## Georg-Agricola-Gesellschaft zur Förderung der Geschichte der Naturwissenschaften und der Technik
In einer Mitgliederversammlung im Deutschen Museum am 6. Mai 1960 Gesellschaft einigten sich Vertreter des Deutschen Museums, des Vereins Deutscher Ingenieure und des Vereins Deutscher Eisenhüttenleute darauf, die Agricola-Gesellschaft „in eine Fördergesellschaft des geplanten Instituts für Geschichte der exakten Naturwissenschaften und der Technik am Deutschen Museum umzuwandeln“. Die Gründungsversammlung der „neuen“ Gesellschaft fand am 16. Dezember 1960 im Ingenieurhaus in Düsseldorf statt. Nun waren auch die Gesellschaft Deutscher Chemiker e. V., der Verband Deutscher Elektrotechniker (VDE) e. V. und der Verband technisch-wissenschaftlicher Vereine e. V. beteiligt. Von dem in München geplanten Institut erhoffte man sich vor allem die Qualifizierung von technikgeschichtlichem Nachwuchs für noch zu schaffende Lehrstühle an deutschen Hochschulen.
Als zum 1. Oktober 1968 an der damaligen Technischen Hochschule Stuttgart auf Initiative von August Nitschke und mit Unterstützung von Ulrich Dehlinger, Josef Goubeau und Fritz Leonhardt ein Lehrstuhl für Geschichte der Naturwissenschaften und Technik errichtet und Armin Hermann berufen wurde, finanzierte die Georg-Agricola-Gesellschaft zwei Jahre lang die zweite Assistentenstelle und gab einen Zuschuss zur Anschaffung von Büchern.
Ursprünglich waren nur Unternehmen und juristische Personen bzw. Vereinigungen Mitglied. Dem Vorstand stand ein wissenschaftlicher Beirat zur Verfügung; dieser wurde von Bernhard Sticker (1964–1966), Wilhelm Treue (1966–1979), Armin Hermann (1979–1997), Fritz Krafft und Hans-Joachim Braun geleitet. Seit 1972 konnten auch natürliche Personen Mitglied werden. Jahreshauptversammlungen und die Veröffentlichung der dabei gehaltenen Vorträge in einer eigenen Schriftenreihe („silbergraue Hefte“) halfen bei der öffentlichen Wahrnehmung der in der Gesellschaft vertretenen Themenbreite.
Als die Fritz Thyssen Stiftung 1962 das Forschungsvorhaben „19. Jahrhundert“ gestartet hatte, bildete sich auch ein Arbeitskreis „Naturwissenschaft und Technik“. Im Jahresbericht 1963 wird vermerkt: „Im Arbeitskreis ‚Geschichte der Naturwissenschaften und Technik‘ arbeitet die Stiftung zusammen mit der ‚Agricola-Gesellschaft beim Deutschen Museum zur Förderung der Geschichte der Naturwissenschaften und Technik‘, die ihren Verwaltungssitz in Düsseldorf hat.“ Die insgesamt acht Gespräche der Georg-Agricola-Gesellschaft zum Themenkomplex „Naturwissenschaften, Technik und Wirtschaft im 19. Jahrhundert“ wurden 1976 von Wilhelm Treue und Kurt Mauel veröffentlicht. Ein umfassender Überblick über die behandelten Themen findet sich im Jahresbericht 1976/77 der Fritz Thyssen Stiftung.
Zu den besonderen Anstrengungen der Georg-Agricola-Gesellschaft gehörte die kulturgeschichtlich angelegte Enzyklopädie Technik und Kultur. „Hierbei ging es vor allem um den Nachweis, daß der Mensch die Technik nicht nur aus wirtschaftlichen Gründen benötigt, daß vielmehr die Technik eng mit seinem Denken, Fühlen und Handeln verbunden ist.“ Dieses Projekt stellte für die GAG eine große organisatorische und finanzielle Herausforderung dar.

## Georg-Agricola-Gesellschaft für Technikgeschichte und Industriekultur
2016 erfolgte die Änderung des Namens in Georg-Agricola-Gesellschaft für Technikgeschichte und Industriekultur e. V. Das neue Leitbild lautet: „Die GAG versteht sich heute als ein Forum für alle Interessenten, die sich professionell oder ehrenamtlich für die Erforschung, den Erhalt und die Pflege historischer Sachzeugen der Technikgeschichte und Industriekultur engagieren.“

## Tagungen
Eine Auflistung der Tagungen seit 1995 findet sich auf der Website der Gesellschaft.

## Veröffentlichungen
Die Veröffentlichungen der Gesellschaft zwischen 1980 und 2023 finden sich auf der Website der Gesellschaft aufgelistet.
Das Publikationsorgan der Gesellschaft, die Schriftenreihe Die Technikgeschichte als Vorbild moderner Technik, wurde auf Beschluss des GAG-Vorstands vom 26. November 2022 aus Kostengründen eingestellt.